# كازا دي كامبو (محطة مترو أنفاق مدريد)
كازا دي كامبو (بالإسبانية: Casa de Campo)‏ هي محطة مترو أنفاق في مدريد في إسبانيا، تقع على الخط رقم 5,10.